# ファンタスティック・ビーストと黒い魔法使いの誕生
『ファンタスティック・ビーストと黒い魔法使いの誕生』（ファンタスティック・ビーストとくろいまほうつかいのたんじょう、Fantastic Beasts: The Crimes of Grindelwald）は、2018年のイギリスとアメリカ合衆国の合作ファンタジー映画。「ファンタスティック・ビースト」シリーズの2作目で、「魔法ワールド」フランチャイズの10作目の作品。舞台はイギリスとフランス。

## 概要
全世界の累計発行部数が約4億5000万部を超え、映画シリーズも全世界興行収入が約77億ドルを記録している人気小説『ハリー・ポッター』映画シリーズのスピンオフ『ファンタスティック・ビースト』シリーズの2作目。
原作は、J・K・ローリングの『幻の動物とその生息地』。原作者のローリングは本作の脚本も担当している。
監督は、映画『ハリー・ポッター』シリーズの5作目『不死鳥の騎士団』から8作目『死の秘宝 PART2』までと前作『ファンタスティック・ビーストと魔法使いの旅』を監督したデヴィッド・イェーツ。
出演は、エディ・レッドメイン、キャサリン・ウォーターストン、ダン・フォグラー、アリソン・スドル、エズラ・ミラー、ゾーイ・クラヴィッツ、ジョニー・デップらが続投し、のちにハリー・ポッターが入ることになるホグワーツ魔法魔術学校の校長、アルバス・ダンブルドア役にジュード・ロウが新たに出演している。なお、ゲラート・グリンデルバルドを演じたジョニー・デップは裁判で敗訴した影響で降板している。
日本公開時の「オフィシャルアンバサダー」を芦田愛菜が務めた。
2020年11月13日、日本にて地上波初放送される。

## あらすじ
1927年、前作で捕らえられたゲラート・グリンデルバルドは欧州への移送の最中、脱獄に成功する。同じころ、ニュート・スキャマンダーは旅行禁止命令解除の条件として、英国魔法省への入省を求められるが難色を示す。ニュートの元同級生のリタ・レストレンジと婚約中の兄テセウス・スキャマンダーは、旗色を決めるべきだと勧め、またニュートに尾行が付いていることを知らせる。
ニュートはロンドンで恩師アルバス・ダンブルドアと再会し、クリーデンス・ベアボーンやグリンデルバルドの追跡を余儀なくされる。そこに、米国からクイニー・ゴールドスタインが恋人で非魔法族（英：マグル、米：ノー・マジ）のジェイコブ・コワルスキーをともなって現れる。クイニーは非魔法族と結婚できない魔法社会に不満を抱いており、それが発端でジェイコブと喧嘩になり、クイニーは姉ポーペンティナ・ゴールドスタイン（ティナ）のもとへ行く。ニュートはクリーデンスを追うティナを探しに、ジェイコブはティナのもとに行ったクイニーを追って、ポートキーを使ってパリへ密出国する。
パリでは、グリンデルバルドは新拠点を築く。サーカス団員に身を隠していたクリーデンスとナギニは、クリーデンスの出自を探し求めていく。ティナは、クリーデンスの出自の鍵を握るユスフ・カーマを追跡するが、逆に捕らえられる。ニュートとジェイコブは、ティナを助けるとユスフから謎を聞き出そうとする。
テセウスら英国魔法省の闇祓いたちは、ホグワーツ魔法魔術学校で教鞭を取るダンブルドアのもとを訪問し協力を要請するが、ダンブルドアはかつてグリンデルバルドと「血の誓い」を結んでおり、協力できない身だった。魔法省のエージェントたちは、ダンブルドアを監視下に置く。
ニュートとティナはフランス魔法省内で、混乱のなか再会して互いの誤解を解く。ふたりは、リタ、ユスフ、そしてクリーデンスの出自の謎がレストレンジ家の墓地にあることを知る。レストレンジ家の墓地で再会した一同は、互いに真実を語りあう。
時を同じくして、グリンデルバルドは信奉者たちを集めて集会を開く。非魔法族の存在は肯定しつつ、非魔法族が引き起こす戦乱の恐怖を煽り、言葉巧みに「魔法族の正統な権利の拡大」を訴える。その様子を監視していた魔法省エージェントが、過剰防衛で集会参加者を殺害すると、一斉に非難が起こる。グリンデルバルドは魔法省側に非があることを喧伝するよう呼びかけ、参加者はそれぞれの地域へ帰っていく。
グリンデルバルドは青い炎を出し、クリーデンスやクイニーはグリンデルバルドへの忠誠を誓い、炎のなかへ入っていく。戦いのなかで、リタも命を落とす。ニュートやテセウスたちは、ダンブルドアの旧友ニコラス・フラメルの力も得て、パリを崩壊から救う。ニュートも魔法省入りを決心し、テセウスと抱きあう。
魔法省エージェント、ナギニ、ユスフ、そしてニュートたちは英国に戻ると、ダンブルドアのもとへ行き、集会の最中ニュートの飼うニフラーが盗み出した、グリンデルバルドの「血の誓い」の小瓶を渡す。誓いを解くことが可能になると、魔法省のエージェントはダンブルドアの監視を解く。闇の魔法使いたちとの対決は、刻々と迫る。
一方のグリンデルバルドは、オーストリアの山岳にある居城「ヌルメンガード」で、クリーデンスに彼の本名を教える。

## キャスト
※括弧内は日本語吹替

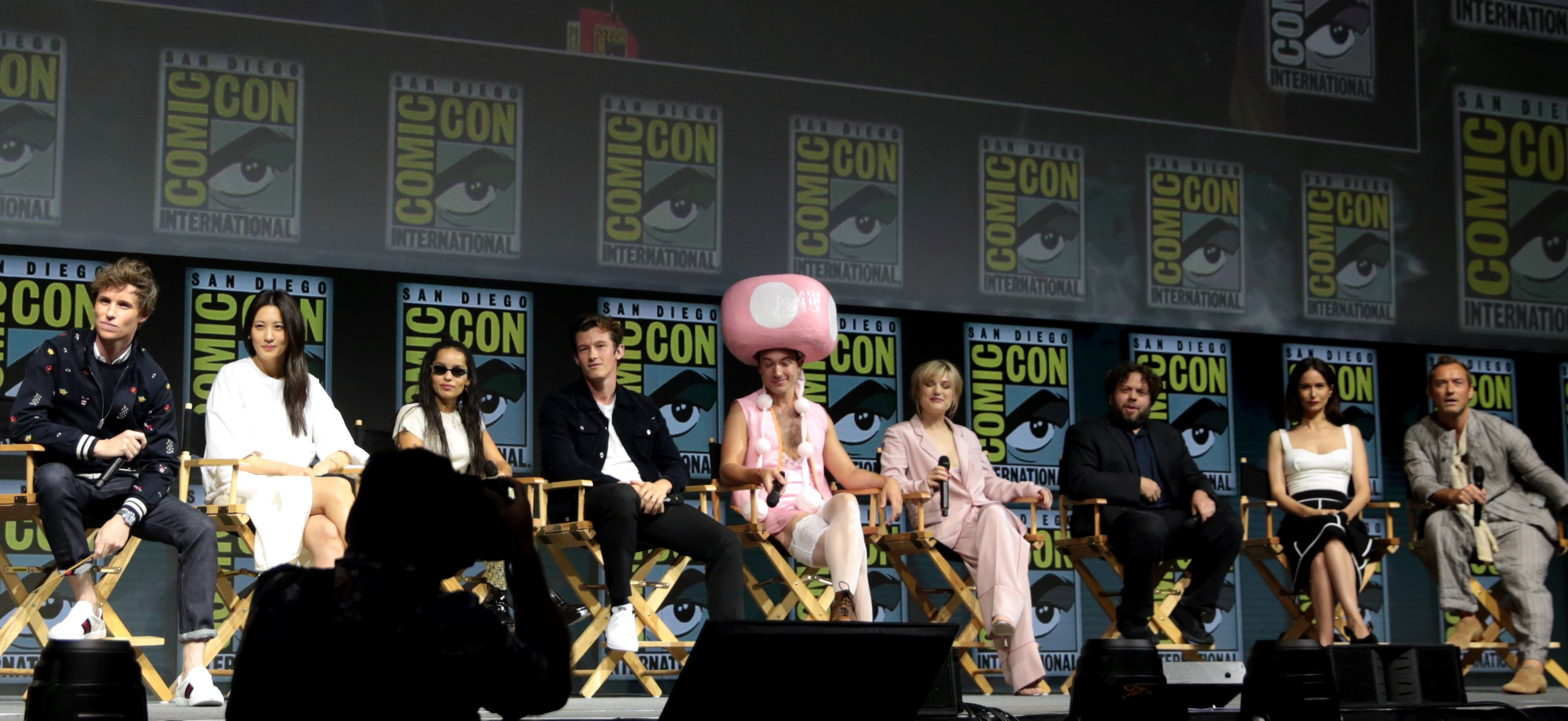
2018年のコミコン・インターナショナルに登場した主要キャスト。左からエディ・レッドメイン、クローディア・キム、ゾーイ・クラヴィッツ、カラム・ターナー、エズラ・ミラー、アリソン・スドル、ダン・フォグラー、キャサリン・ウォーターストン、ジュード・ロウ

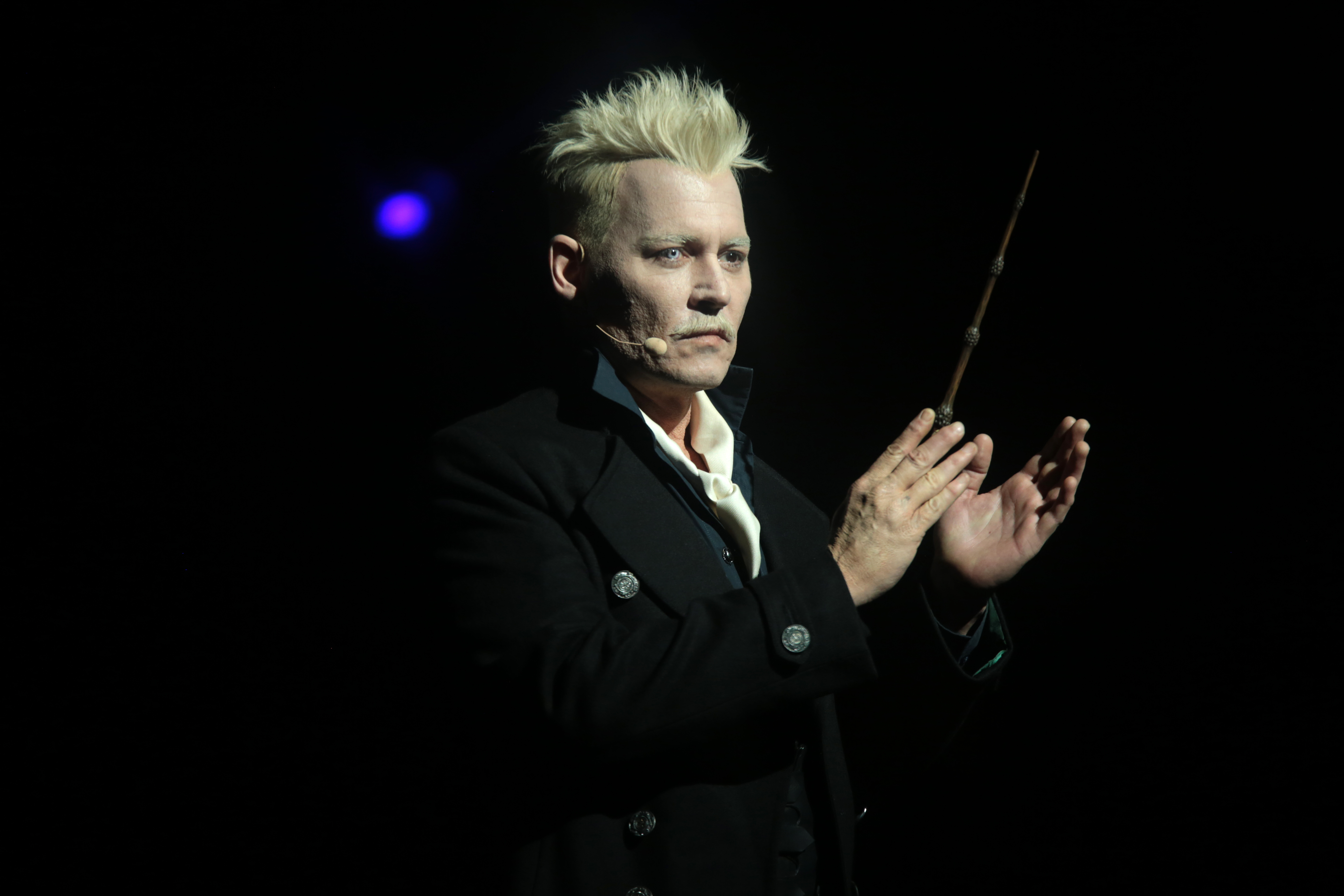
ゲラート・グリンデルバルドに扮してコミコンにサプライズ登場したジョニー・デップ

- ニュート・スキャマンダー - エディ・レッドメイン（宮野真守[8]）
  - 学生時代のニュート - ヨシュア・シア
- ポーペンティナ（ティナ）・ゴールドスタイン - キャサリン・ウォーターストン（伊藤静[8]）
- ジェイコブ・コワルスキー - ダン・フォグラー（間宮康弘[8]）
- クイニー・ゴールドスタイン - アリソン・スドル（遠藤綾[8]）
- クリーデンス・ベアボーン - エズラ・ミラー（武藤正史[8]）
- リタ・レストレンジ - ゾーイ・クラヴィッツ（森なな子[8]）
  - 学生時代のリタ - テア・ラム
  - 幼少期のリタ - ルビー・ウールフェンデン
- ナギニ - クローディア・キム（大地葉[8]）
- テセウス・スキャマンダー - カラム・ターナー（江口拓也[8]）
- アーノルド・グズマン - コーネル・ジョン（英語版）
- ユスフ・カーマ - ウィリアム・ナディラム（フランス語版）（田村真）
  - 12歳のユスフ - アイザック・ドミンゴス
- グリムソン - イングヴァール・エッガート・シーグルソン（英語版）（松山鷹志）
- アバナシー - ケヴィン・ガスリー（英語版）（粟野志門）
- セラフィーナ・ピッカリー - カルメン・イジョゴ（深見梨加）
- スピールマン - ウルフ・ロス（英語版）（掛川裕彦）
- トーキル・トラバース - デレク・リデル（英語版）（根本泰彦）
- ヴィンダ・ロジエール - ポピー・コービー＝チューチ（英語版）（喜多村英梨）
- アーマ・ドゥガード - ダニエル・ユーグ（神代知衣）
- ユーラリー・ヒックス - ジェシカ・ウィリアムズ（きそひろこ）
- ロレナ・カーマ - イソーラ・バルベ＝ブラウン
- ムスタファ・カーマ - ヒュー・クオーシー（英語版）
- コーヴァス・レストレンジ・シニア - キース・シャンター
- スケンダー - オラフル・ダッリ・オラフソン（島田岳洋）
- マクダフ - アンドリュー・ターナー
- カロー - マヤ・ブルーム
- クラフト - サイモン・ミーコック
- クロール - デヴィッド・サクライ（英語版）（辻井健吾）
- ネイジェル - クラウディウス・ピータース
- ステビンス - バート・ソロチンスキ
- バンティ - ヴィクトリア・イェイツ（英語版）（新谷真弓）
- マクラーゲン - アルフィー・シモンズ（観世智顕）
- ポートキーのダフ屋 - デヴィッド・ウィルモット（英語版）（本多新也）
- メリュジーヌ - オルウェン・フエレ（英語版）
- ミネルバ・マクゴナガル - フィオナ・グラスコット（渋谷はるか）
- ニコラス・フラメル - ブロンティス・ホドロフスキー（英語版）（岩崎ひろし）
- アルバス・ダンブルドア - ジュード・ロウ（森川智之[8]）
  - 若い頃のダンブルドア - トビー・レグボ
- ゲラート・グリンデルバルド - ジョニー・デップ（平田広明[8]）
  - 若い頃のグリンデルバルド - ジェイミー・キャンベル・バウアー

## スタッフ
- 監督 - デヴィッド・イェーツ
- 脚本 - J・K・ローリング
- 製作 - J・K・ローリング、デヴィッド・ハイマン、スティーヴ・クローヴス、ライオネル・ウィグラム
- 製作総指揮 - ダニー・コーエン、ニール・ブレア、ティム・ルイス、リック・セナ
- 撮影 - フィリップ・ルースロ
- 美術 - スチュアート・クレイグ
- 衣装 - コリーン・アトウッド
- 編集 - マーク・デイ
- 音楽 - ジェームズ・ニュートン・ハワード

## 作品の評価
Rotten Tomatoesによれば、334件の評論のうち高評価は36%にあたる120件で、平均点は10点満点中5.3点、批評家の一致した見解は「『ファンタスティック・ビーストと黒い魔法使いの誕生』は、ハリー・ポッターのファンにはおなじみの魔法がかすかに見られるが、物語の呪文は以前の作品ほど強くはない。」となっている。
Metacriticによれば、48件の評論のうち、高評価は17件、賛否混在は23件、低評価は8件で、平均点は100点満点中52点となっている。

## 日本でのテレビ放送
| 回数 | テレビ局   | 番組名（放送枠） | 放送日         | 放送時間          | 放送分数 | 平均世帯視聴率 | 備考                    | 出典   |
| ---- | ---------- | ---------------- | -------------- | ----------------- | -------- | -------------- | ----------------------- | ------ |
| 1    | 日本テレビ | 金曜ロードSHOW!  | 2020年11月13日 | 金曜19:56 - 22:54 | 178分    | 10.3%          | 地上波初 本編ノーカット | [ 11 ] |
| 2    | 日本テレビ | 金曜ロードショー | 2022年4月8日   | 金曜21:00 - 23:39 | 159分    | 8.0%           | 本編ノーカット          | [ 12 ] |